# Kerckhoffsův princip

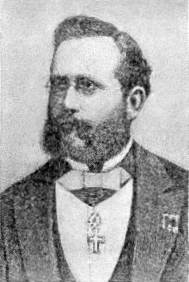
Auguste Kerckhoffs

Kerckhoffsův princip je pravidlo vyslovené v devatenáctém století Augustem Kerckhoffsem, které říká, že bezpečnost šifrovacího systému má záviset pouze na utajení klíče, tedy prozrazení principu šifrování nemá bezpečnost systému ohrozit. Jedná se o protiklad bezpečnosti skrze utajení, kdy je důvěra v bezpečnost systému odvozena z utajení principu jeho fungování.
Dodržování Kerckhoffsova principu je odborníky považováno za potřebné. Jakmile je totiž systém používán a jeho používání se rozšiřuje, velice rychle se objevuje mnoho cest, jak princip jeho fungování odhalit, ať už díky tomu, že je pak znám mnoha lidem, nebo že přibývají jeho hardwarové nebo softwarové kopie. Na rozdíl od klíčů, které mohou být měněny často, je navíc zprovoznění systému obvykle dlouhodobou investicí (zaučení uživatelů, distribuce zařízení, …). Nepřítel má tedy dostatek času i příležitostí, aby se dostal k vnitřnostem systému. Proto stačí-li k dobytí znalost systému a není-li potřeba znalost aktuálních klíčů, pravděpodobně se časem nepříteli útok podaří, ať už krádeží, úplatkem nebo náhodou.
Naproti tomu pokud k bezpečnosti systému stačí utajit klíče, pak lze klíče preventivně měnit, nebo je změnit, pokud se dozvíme, že byly prozrazeny. Nepřítel má tedy na získání užitečného klíče méně času a i pokud se mu podaří ho získat, je mu užitečný jen krátkodobě. V rámci organizace je také poměrně snadno možné používat různé klíče pro komunikaci velitelství s různými organizačními složkami (při stejném zaškolení, respektive při použití stejných zařízení), což dále omezuje škody způsobené případným prozrazením některého klíče.